# Fireball Roberts

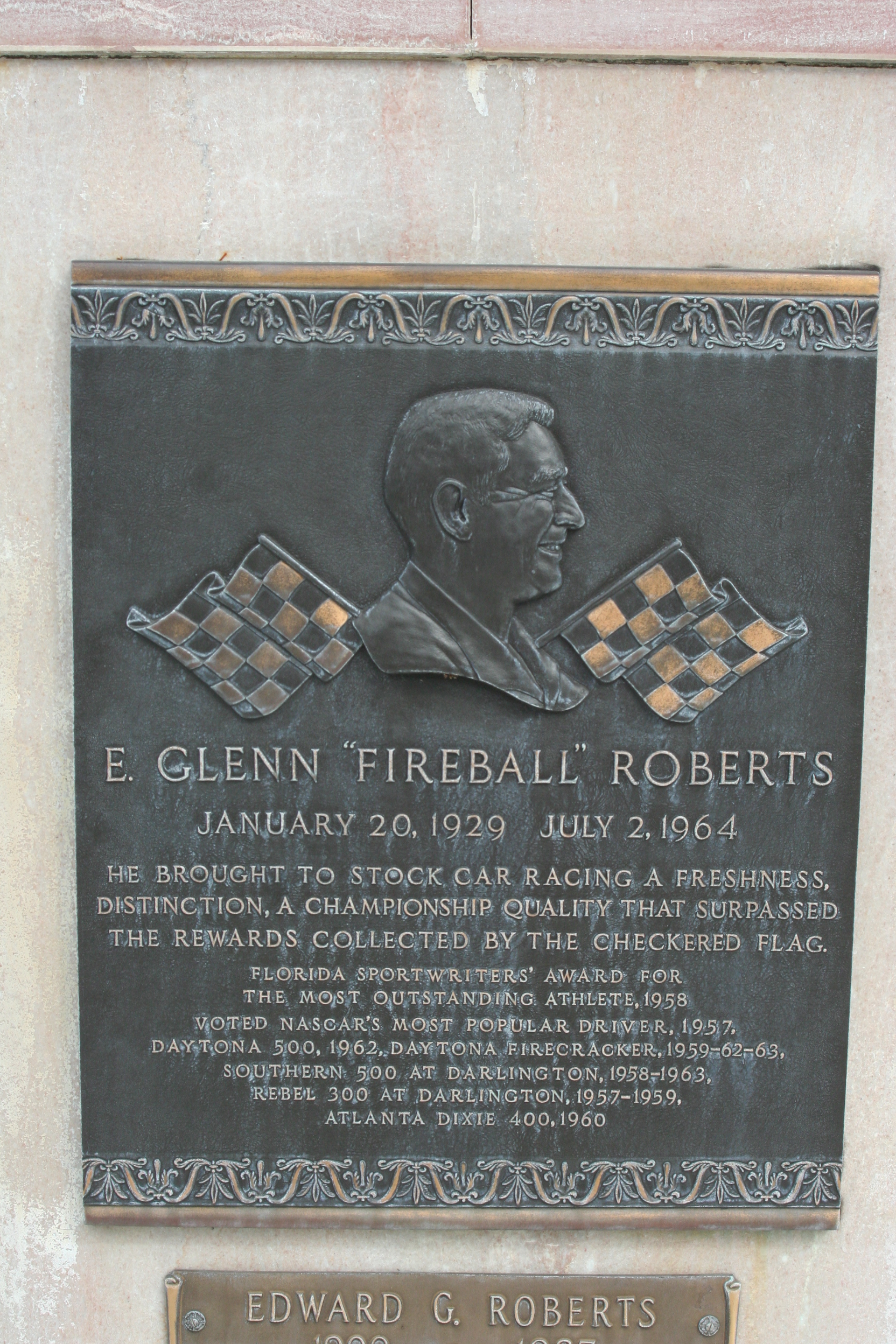
Grabstein

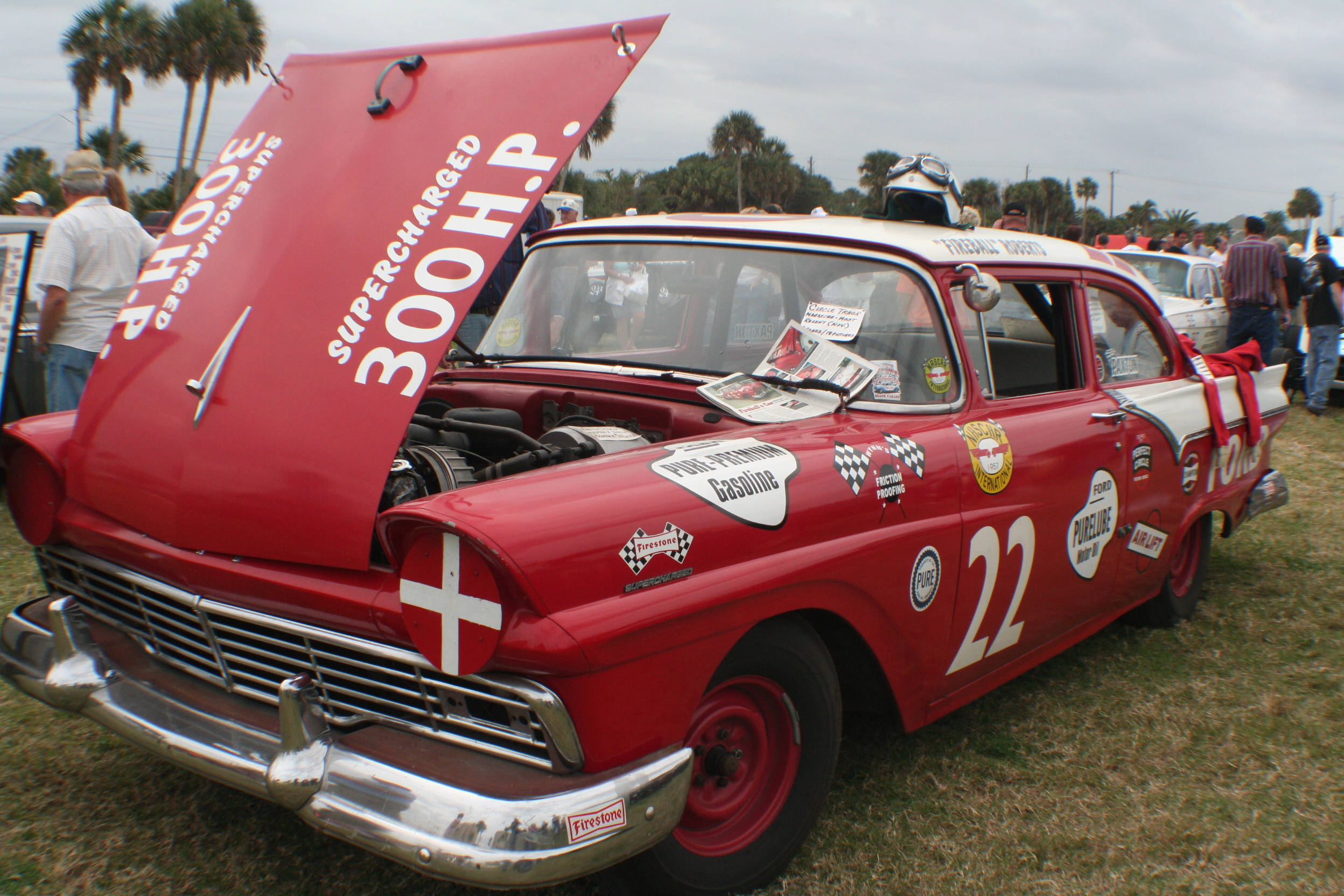
Roberts’ NASCAR-Ford des Jahres 1957

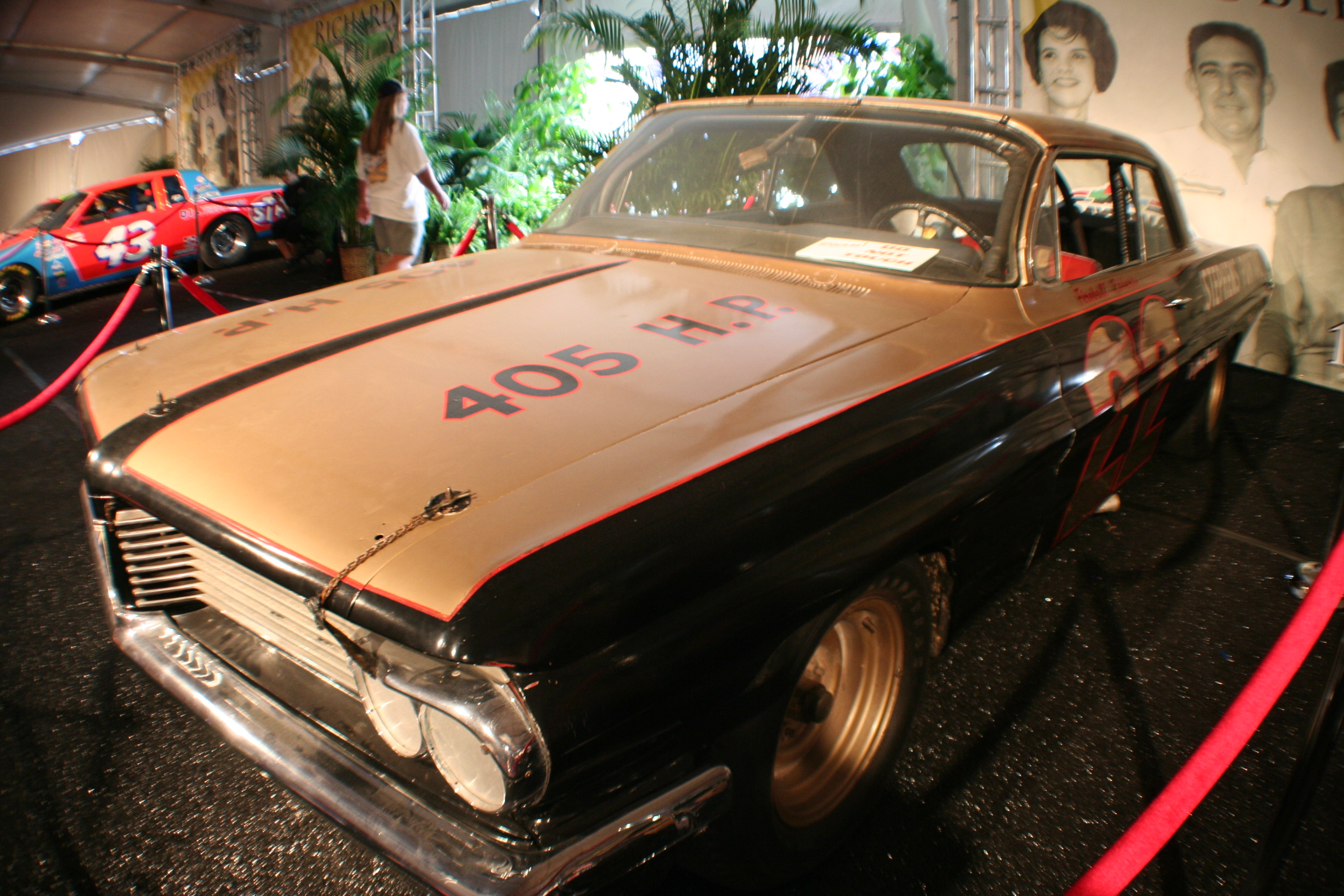
Roberts’ Rennwagen, mit dem er 1962 das Daytona 500 gewann

Edward Glenn „Fireball“ Roberts Jr. (* 20. Januar 1929 in Tavares, Florida; † 2. Juli 1964 in Charlotte, North Carolina) war ein US-amerikanischer Rennfahrer und einer der Pioniere der NASCAR.

## Frühe Jahre
Roberts wurde in Tavares, Florida, geboren und wuchs in Apopka, Florida auf. Er interessierte sich sowohl für Autorennen als auch für Baseball. Roberts war Pitcher für die „Zellwood Mud Hens“, einem Baseball-Team der Amerikanischen Legion. Dort kam er auch zu seinem Spitznamen „Fireball“ (dt. Feuerball) aufgrund seiner Würfe. Im Jahre 1945 meldete Roberts sich zum Army Air Corps, wurde aufgrund eines Asthma-Leidens nach einem Fitnesstest nach nur 90 Tagen ausgemustert.
Sein Rufname innerhalb der Familie war sein zweiter Vorname Glenn.

## Karriere
Roberts besuchte die University of Florida und bestritt an den Wochenende Rennen auf Dirt-Tracks, das heißt Rennen auf losem Untergrund. 1947 nahm er im Alter von 18 Jahren zum ersten Mal bei einem Rennen auf dem Daytona Beach Road Course teil. Ein Jahr später gewann er ein Rennen über 150 Meilen in Daytona Beach.
Roberts fuhr auch weiterhin Siege ein, während NASCAR in den 1950ern und 1960ern von den kurzen Dirt-Tracks auf Superspeedways wechselte. In den 206 Rennen in der NASCAR Grand National Series gewann er insgesamt 33 mal und startete in 32 Rennen von der Pole-Position. Zudem siegte er beim Daytona 500 der Saison 1962.

## Tod
Am 24. Mai 1964 startete Roberts beim World 600 auf dem Charlotte Motor Speedway vom elften Startplatz und war somit direkt zu Beginn in Positionskämpfe verwickelt. In Runde 7 kollidierten Ned Jarrett und Junior Johnson und drehten sich von der Strecke. Roberts konnte nicht mehr ausweichen und kollidierte mit ihnen. Roberts Wagen schlug rückwärts in die innere Begrenzungsmauer ein, überschlug sich und ging in Flammen auf. Augenzeugen berichten, sie hätten Roberts in seinem Wrack um Hilfe rufen gehört: „My God, Ned, help me! I'm on fire!“ („Mein Gott, Ned, hilf mir! Ich brenne!“). Jarrett eilte Roberts zur Hilfe, dessen Wagen bereits von den Flammen eingeschlossen war. Roberts erlitt Verbrennungen zweiten und dritten Grades an mehr als 80 % seines Körpers und wurde in kritischem Zustand in ein Krankenhaus geflogen.
Roberts überlebte einige Wochen, und als es den Anschein erweckte, dass er möglicherweise wieder gesund werden würde, verschlechterte sich sein Gesundheitszustand am 30. Juni 1964 dramatisch. Er erlitt eine Lungenentzündung sowie eine Blutvergiftung und fiel am darauffolgenden Tag in ein Koma. Einen Tag später, am 2. Juli 1964, verstarb Roberts im Charlotte Memorial Hospital in Charlotte, North Carolina.

## Vermächtnis
Roberts’ Tod sowie der Tod zweier weiterer Fahrer beim Indianapolis 500 im selben Jahr führten zur Entwicklung von feuerfesten Anzügen. Ebenfalls wurde der Firestone RaceSafe-Tank entwickelt, der das Austreten von großen Mengen Benzin bei Unfällen wie dem von Roberts verhindern soll.
Obwohl seine Karriere vorzeitig beendet wurde und Roberts nie eine Meisterschaft in der Grand National Series gewann, wurde er in die Liste der NASCAR’s 50 Greatest Drivers aufgenommen. Zu seinen weiteren Ehrungen gehören die Aufnahme in die International Motorsports Hall of Fame 1990 und die Motorsports Hall of Fame of America 1995. Zudem wurde im Jahre 2000 in Concord, North Carolina eine Straße unweit des Charlotte Motor Speedway nach ihm benannt.

## Statistik

### Le-Mans-Ergebnisse
| Jahr | Team                       | Fahrzeug        | Teamkollege  | Platzierung            |
| ---- | -------------------------- | --------------- | ------------ | ---------------------- |
| 1962 | North American Racing Team | Ferrari 250 GTO | Bob Grossman | Rang 6 und Klassensieg |

### Sebring-Ergebnisse
| Jahr | Team                 | Fahrzeug     | Teamkollege    | Platzierung | Ausfallgrund |
| ---- | -------------------- | ------------ | -------------- | ----------- | ------------ |
| 1963 | Shelby American Inc. | Shelby Cobra | Dave MacDonald | Ausfall     | Differential |

### Einzelergebnisse in der Sportwagen-Weltmeisterschaft
| Saison | Team                              | Rennwagen                      | 1   | 2   | 3   | 4   | 5   | 6   | 7   | 8   | 9   | 10  | 11  | 12  | 13  | 14  | 15  | 16  | 17  | 18  | 19  | 20  | 21  | 22  |
| ------ | --------------------------------- | ------------------------------ | --- | --- | --- | --- | --- | --- | --- | --- | --- | --- | --- | --- | --- | --- | --- | --- | --- | --- | --- | --- | --- | --- |
| 1962   | NART                              | Ferrari 250 GT Ferrari 250 GTO | DAY | SEB | SEB | MAI | TAR | BER | NÜR | LEM | TAV | CCA | RTT | NÜR | BRI | BRI | PAR |     |     |     |     |     |     |     |
| 1962   | NART                              | Ferrari 250 GT Ferrari 250 GTO | 12  |     |     |     |     |     |     | 6   |     |     |     |     |     |     |     |     |     |     |     |     |     |     |
| 1963   | NART Carroll Shelby International | Ferrari 250 GTO Shalby Cobra   | DAY | SEB | SEB | TAR | SPA | MAI | NÜR | CON | ROS | LEM | MON | WIS | TAV | FRE | CCE | RTT | OVI | NÜR | MON | MON | TDF | BRI |
| 1963   | NART Carroll Shelby International | Ferrari 250 GTO Shalby Cobra   | 15  |     | DNF |     |     |     |     |     |     |     |     |     |     |     |     |     |     |     |     |     |     |     |